# 금천고등학교 (경북)
금천고등학교(錦川高等學校)는 대한민국 경상북도 청도군 금천면 동곡리에 있는 공립 고등학교이다.

## 학교 연혁
- 1949년 9월 1일 : 금천고등공민학교 3년과정 개설
- 1950년 8월 1일 : 교가 제정(작사 이양기, 작곡 김기우)
- 1951년 11월 29일 : 공립 금천중학교 설립인가
- 1951년 12월 30일 : 초대 박봉현 교장 취임
- 1971년 11월 29일 : 본관 교실 2,724.21m2 준공, 신축교사 이전
- 1972년 12월 28일 : 금천고등학교 설립 인가(3학급)
- 1973년 3월 5일 : 금천고등학교 개교
- 1974년 12월 26일 : 고등학교 학급 증설 인가(9학급)
- 1980년 5월 28일 : 강당 863m2 (261평) 준공
- 2001년 12월 14일 : 후관 교실 910.08m2 준공
- 2005년 9월 23일 : 한울림도서관 개관
- 2008년 8월 29일 : 고등학교 기숙형 공립고 선정
- 2009년 11월 18일 : 기숙사(청림관) 개관
- 2009년 12월 17일 : 중ㆍ고 자율학교 지정
- 2013년 5월 2일 : 인조잔디구장 개관
- 2022년 12월 30일 : 고등학교 제48회 14명(4,203명) 졸업식
- 2024년 1월 4일 : 중학교 제73회 9명(7,995명) 졸업식
- 2025년 3월 1일: 제30대 김준배 교장 취임

## 참고 자료
- 금천고등학교 - 한국교육학술정보원 학교알리미